# Burgerhuis

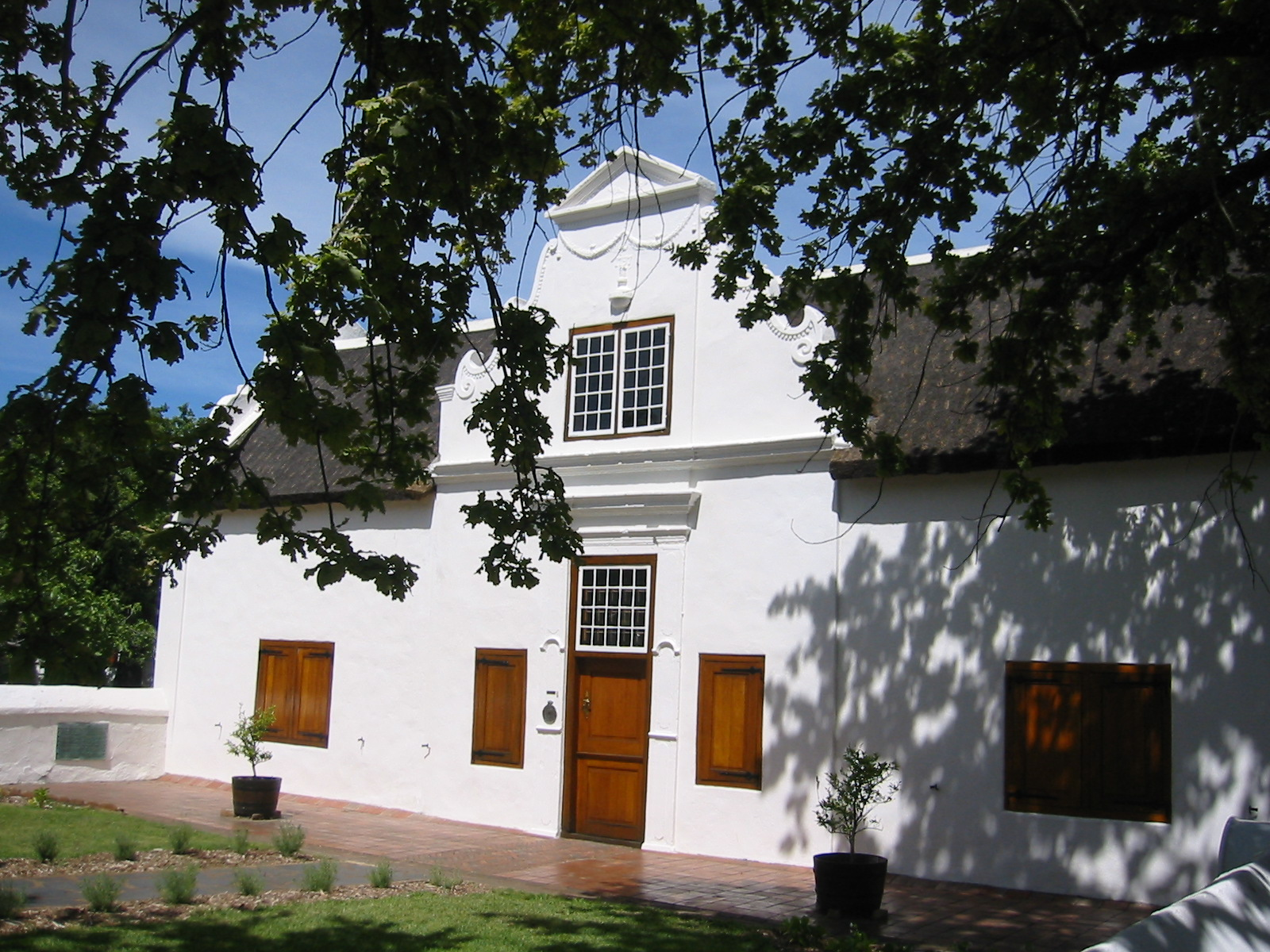
Het Burgerhuis

Het Burgerhuis aan de Braak in de Zuid-Afrikaanse stad Stellenbosch is een voorbeeld van de Kaaps-Hollandse bouwstijl. In 1961 is het gebouw tot nasionale gedenkwaardigheid verklaard.
Het huis is in 1797 door Antonie Fick als woonhuis gebouwd. Na het overlijden van Fick in 1808 werd het huis gekocht door de landdrost van Stellenbosch, R.J. van der Riet.  In 1839 werd het huis gekocht door ds. P.D. Lückhoff van het Rijnlands Zendingsgenootschap.
In 1952 komt het huis in bezit van de gemeente Stellenbosch om het als klassiek voorbeeld van de Kaap-Hollandse bouwstijl te restaureren.
Het huis is volgens een H-vormig plan gebouwd en wordt gekenmerkt door een onbelemmerd zicht van de voordeur tot de achterdeur. Op de voorgevel is een driehoekige kap aangebracht met unieke krulversieringen.
Het burgerhuis huisvest een VOC-museum en is gemeubileerd in een voor deze gebouwen oorspronkelijke meubilering. Ook wordt het huis gebruikt als hoofdkantoor voor de stichting Historiese Huise van Suid-Afrika.